# Arthur De Greef (kompozytor)
Arthur De Greef (ur. 10 października 1862 w Louvain, zm. 29 sierpnia 1940 w Brukseli) – belgijski kompozytor i pianista.

## Życiorys
Studiował w konserwatorium w Brukseli u Louisa Brassina (fortepian) i François Auguste’a Gevaerta (kompozycja). Podczas wizyty w Weimarze poznał Ferenca Liszta, pod wpływem którego postanowił zostać pianistą. Koncertował w Europie i Stanach Zjednoczonych. Zasłynął jako wykonawca dzieł Chopina, Liszta i Saint-Saënsa. Edvard Grieg uważał go za najlepszego wykonawcę swojego Koncertu fortepianowego a-moll. Dokonał pierwszej rejestracji fonograficznej Sonaty fortepianowej b-moll op. 35 Fryderyka Chopina (1927). Od 1885 do 1930 roku uczył gry na fortepianie w konserwatorium w Brukseli. Był członkiem jury II Międzynarodowego Konkursu Pianistycznego im. Fryderyka Chopina (1932).
Skomponował m.in. operę De Marketenster (wyst. Louvain 1879), Symfonię F-dur, 2 koncerty fortepianowe, 2 sonaty skrzypcowe, 4 vieilles chansons flamandes na fortepian, liczne etiudy fortepianowe i pieśni.